# Fileu (filho de Augias)
Na mitologia grega, Fileu (grego antigo: Φυλεύς, provavelmente derivado de φυλή phylē "tribo, clã, raça, povo") foi um príncipe da Élida e um dos caçadores de javalis da Calidônia.

## Família
Fileu era o filho mais velho do rei Augias e pai de Meges com Eustíoque, Ctimene, Hagnete ou Ctesimaque. Timandra, filha de Tíndaro de Esparta, cometeu adultério com Fileu e abandonou seu marido Équemo. Fileu também foi creditado como pai de Euridameia, mãe de Eucenor e Cleito por Poliido.

## Mitologia
Durante o quinto trabalho de Héracles, o herói pediu pagamento a Augias não revelando o comando de Euristeu. Mas o rei da Élida, sabendo da tarefa imposta ao herói, recusou-se a dar-lhe a recompensa. Durante a arbitragem, Fileu, testemunha da tarefa, foi chamado por Hércules para testemunhar contra Augias. Fileu apoiou o herói em vez de seu pai na questão dos Estábulos, portanto, em sua raiva, o rei exilou Fileu e Héracles. Depois que este último matou Augeas e seus outros filhos, ele deu o reino a Fileu. Durante o tempo de seu exílio, Fileu liderou uma colônia de Epeios para a ilha do Dulíquio. Assim, seu filho Meges liderou este contingente do Dulíquio até a Guerra de Tróia.